# Vicente Rodríguez (Boxer)
Vicente Rodríguez Rollán (* 20. Juli 1954 in Guareña) ist ein ehemaliger spanischer Boxer.

## Werdegang
Vicente Rodríguez gewann bei den Boxeuropameisterschaften 1973 die Silbermedaille im Fliegengewicht und nahm an den Olympischen Sommerspielen 1976 in Montreal teil. Dort schied er im Achtelfinale des Fliegengewichtsturnier gegen den Nordkoreaner Jong Jo-ung aus.